# Amplicephalus glaucus
Amplicephalus glaucus är en insektsart som beskrevs av Blanchard 1852. Amplicephalus glaucus ingår i släktet Amplicephalus och familjen dvärgstritar. Inga underarter finns listade i Catalogue of Life.